# Рандсомвил (Њујорк)
Рандсомвил (енгл. Ransomville) насељено је место без административног статуса у америчкој савезној држави Њујорк.

## Демографија
По попису из 2010. године број становника је 1.419, што је 69 (-4,6%) становника мање него 2000. године.
| Група             | 2000.         | 2010.         |
| Белци             | 1.439 (96,7%) | 1.349 (95,1%) |
| Афроамериканци    | 16 (1,1%)     | 16 (1,1%)     |
| Азијати           | 1 (0,1%)      | 3 (0,2%)      |
| Хиспаноамериканци | 10 (0,7%)     | 25 (1,8%)     |
| Укупно            | 1.488         | 1.419         |